# Olga Wiktorowna Motritsch
Olga Wiktorowna Motritsch (russisch Ольга Викторовна Мотрич, englische Transkription: Olga Motrich; * 18. Juli 1988 in Moskau) ist eine russische Beachvolleyballspielerin.

## Karriere
Motritsch spielte von 2013 bis 2020 mit Darja Rudych, Julija Abalakina, Anastassija Wassina, Nadeschda Makrogusowa, Swetlana Cholomina und anderen auf verschiedenen nationalen und internationalen Turnieren. 2017 gewannen Motritsch/Cholomina das CEV-Satellite-Turnier in Jantarny und nahmen an der Europameisterschaft in Jūrmala teil. 2018 hatte Motritsch mit Abalakina beim 3-Sterne-Turnier in Luzern ihren größten Erfolg auf der FIVB World Tour.